# Fédération de Gambie de football
La Fédération de Gambie de football (Gambia Football Association (en) GFA) est une association regroupant les clubs de football de Gambie et organisant les compétitions nationales et les matchs internationaux de la sélection de Gambie.
La fédération nationale de Gambie est fondée le 3 novembre 1952. Elle est affiliée à la FIFA depuis 1966 et est membre de la CAF depuis 1966 également.